# Zacremnops coatlicue
Zacremnops coatlicue är en stekelart som beskrevs av Michael J. Sharkey 1990. Zacremnops coatlicue ingår i släktet Zacremnops och familjen bracksteklar. Inga underarter finns listade i Catalogue of Life.